# Электролюминесценция

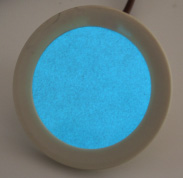
Электролюминесцентный ночник середины XX века

Электролюминесценция — люминесценция, возбуждаемая электрическим полем.
Наблюдается в веществах — полупроводниках и кристаллофосфорах, атомы (или молекулы) которых переходят в возбуждённое состояние под воздействием пропущенного электрического тока или приложенного электрического поля.

## Механизм
Электролюминесценция — результат излучательной рекомбинации электронов и дырок в полупроводнике. Возбуждённые электроны отдают свою энергию в виде фотонов. До рекомбинации электроны и дырки разделяются либо посредством активации материала для формирования p-n перехода (в полупроводниковых электролюминесцентных осветителях, таких как светодиод), либо путём возбуждения высокоэнергетическими электронами (последние ускоряются сильным электрическим полем) в кристаллофосфорах электролюминесцентных панелей.

## Электролюминесцентные материалы
Обычно электролюминесцентные панели выпускаются в виде тонких плёнок из органических или неорганических материалов. В случае применения кристаллофосфоров цвет свечения определяется примесью — активатором. Конструктивно электролюминесцентная панель представляет собой плоский конденсатор. Электролюминесцентные панели требуют подачи достаточно высокого напряжения (60 — 600 вольт); для этого, как правило, в устройство с электролюминесцентной подсветкой встраивается преобразователь напряжения.
Примеры тонкопленочных электролюминесцентных материалов:
- Порошкообразный сульфид цинка, активированный медью или серебром (сине-зелёное свечение);
- Сульфид цинка, активированный марганцем (желто-оранжевое свечение);
- Полупроводники III—V InP, GaAs, GaN (светодиоды).

## Применение
Электролюминесцентные осветители (панели, дисплеи, провода и т.д.) широко используются в различной электронике (в том числе и военного назначения) и светотехнике, в частности — для подсветки жидкокристаллических дисплеев, подсветки шкал приборов (как пример — советский радиометр-индикатор ДП-63-А поздних выпусков) и клавиш, декоративного оформления строений и ландшафта и пр.
Для военных и промышленных применений выпускаются электролюминесцентные графические и знакосинтезирующие дисплеи. Эти дисплеи отличаются высоким качеством изображения и относительно низкой чувствительностью к температурным режимам.